# Good-Bye Everyday
「Good-Bye Everyday」（グッバイエブリデイ）は、コーヒーカラーの1stアルバム。

## 概要
コーヒーカラーのメジャーファーストフルアルバム。

## 収録曲
1. 徒然交響曲
2. Good-Bye Everyday
後にシングルカット。
3. コンタクトレンズ
4. 年中無休
5. ワンナイトブラジル
6. サウナ
7. レンタカー
8. ペテンのタンゴ
9. JET
10. Ah Bucho
11. 人生に乾杯を!